# Ephalmator
Ephalmatoridae
Famille
Genre
Ephalmator est un  genre fossile d'araignées aranéomorphes, le seul de la famille des Ephalmatoridae.

## Distribution
Les espèces de ce genre ont été découvertes dans de l'ambre de la mer Baltique et de Bitterfeld en Saxe-Anhalt en Allemagne. Elles datent du Paléogène.

## Liste des espèces
Selon The World Spider Catalog 17.0 :
- †Ephalmator bitterfeldensis Wunderlich, 2004
- †Ephalmator calidus Wunderlich, 2004
- †Ephalmator debilis Wunderlich, 2004
- †Ephalmator distinctus Wunderlich, 2004
- †Ephalmator ellwangeri Wunderlich, 2004
- †Ephalmator eximius Petrunkevitch, 1958
- †Ephalmator fossilis Petrunkevitch, 1950
- †Ephalmator kerneggeri Wunderlich, 2004
- †Ephalmator petrunkevitchi Wunderlich, 2004
- †Ephalmator ruthildae Wunderlich, 2004
- †Ephalmator tredecim Wunderlich, 2012
- †Ephalmator trudis Wunderlich, 2004
- †Ephalmator turpiculus Wunderlich, 2004

## Publication originale
- (en) Petrunkevitch, 1950 : Baltic amber spiders in the Museum of Comparative Zoology. Bulletin of the Museum of Comparative Zoology, vol. 103, p. 257–337.